# Oregon Vortex
Der Oregon Vortex (Wirbel von Oregon) ist eine Touristenattraktion in Gold Hill im amerikanischen Bundesstaat Oregon.

## Beobachtete Effekte
Der Oregon Hill soll ein paranormaler Punkt in Gold Hill, Oregon, sein, an dem angeblich die normalen Gesetze der Physik verletzt werden. Berichtet wird, dass innerhalb des Oregon Vortex eine Person eine Lage annimmt, die in Richtung zum magnetischen Nordpol zeigt und somit nicht senkrecht steht. Im Gegensatz zu den Gesetzen der Perspektive erscheint dort eine andere Person, die in Richtung zum magnetischen Süden steht, größer. Wenn sie sich in Richtung zum magnetischen Norden nähern, sehen sie kürzer aus. Kugeln sollen aufwärts rollen und Besen auf dem Stiel stehen. Einige Leute sollen dort sogar Entlastung für ihre Rückenschmerzen finden. Die Effekte sollen bei Vollmond am stärksten sein.

## Erklärungen der Effekte
Der Oregon Vortex ist im Gebiet des pazifischen Nordwesten und seiner Umgebung weithin bekannt. Diese angeblich paranormalen Orte besitzen Namen wie Haunted Hill, Magnetic Hill, oder Antigravity Hill, was im lokalen Brauchtum die angeblich ungewöhnlichen Eigenschaften des Bereichs als mysteries, also übernatürlich beschreibt. Wie die Namen besagen, werden diese Bereiche gewöhnlich im Hügelland vorgefunden, was dem Skeptiker nahelegt, dass der tatsächliche Effekt, der erfahren wird, durch eine optische Illusion zustande kommt, die durch den schwach geneigten Boden erzeugt wird und der durch das Auge, besonders dort, wo kein entfernter Horizont als Hinweis sichtbar ist, als horizontal gedeutet wird. Das Phänomen tritt auch in anderen Gebirgen auf. So glauben einige Menschen zum Beispiel im europäischen Alpen-Raum an die Existenz von Magnetbergen, an denen Bälle nach oben rollen.